# Mythicomyiidae
De Mythicomyiidae vormen een familie uit de orde van de tweevleugeligen (Diptera), onderorde vliegen (Brachycera). Wereldwijd omvat deze familie zo'n 25 genera en 337 soorten.
De vliegen uit deze familie zijn zeer klein (0,5 tot 5 millimeter). 
De familie werd eerder als onderfamilie geplaatst in de familie Empididae en later Bombyliidae (wolzwevers).
De enige vertegenwoordiger van deze familie die in Nederland en omstreken voor komt is de Mierenwolzwever Glabellula arctica.

## Onderverdeling
De familie Mythocomyiidae is als volgt onderverdeeld:
- Onderfamilie: Psiloderoidinae Hull
  - Geslacht: Acridophagus Evenhuis, 1983
  - Geslacht: Onchopelma Hesse, 1938
  - Geslacht: Palaeoplatypygus Kovalev, 1985
  - Geslacht: Procyrtosia Zaitzev, 1986
  - Geslacht: Proplatypygus Hennig, 1969
  - Geslacht: Psiloderoides Hesse, 1967
- Onderfamilie: Platypyginae Verrall
  - Geslacht: Ahessia Greathead & Evenhuis, 2001
  - Geslacht: Cephalodromia Becker, 1914
  - Geslacht: Cyrtisiopsis Séguy, 1930
  - Geslacht: Cyrtosia Perris, 1839
  - Geslacht: Platypygus Loew, 1844
- Onderfamilie: Glabellulinae Cockerell
  - Geslacht: Doliopteryx Hesse, 1956
  - Geslacht: Glabellula Bezzi, 1902
  - Geslacht: Glella Greathead & Evenhuis, 2001
  - Geslacht: Mnemomyia Bowden, 1975
- Onderfamilie: Empidideicinae Hull
  - Geslacht: Empidideicus Becker, 1907
- Onderfamilie: Leylaiyinae Greathead & Evenhuis, 2001
  - Geslacht: Leylaiya Efflatoun, 1945
  - Geslacht: Pseudoglabellula Hesse, 1967
- Onderfamilie: Mythicomyiinae Melander
  - Geslacht: Mythenteles Hall & Evenhuis, 1986
  - Geslacht: Mythicomyia Coquillett, 1893
  - Geslacht: Nexus Hall & Evenhuis, 1987
  - Geslacht: Paraconsors Hall & Evenhuis, 1987
  - Geslacht: Pieza Evenhuis, 2002
  - Geslacht: Reissa Evenhuis & Baéz, 2001
- Niet geplaatst in een onderfamilie:
  - Geslacht: Hesychastes Evenhuis, 2002